# The Dominick
The Dominick, anteriormente Trump SoHo, es un condominio hotelero ubicado en 246 Spring Street en la esquina de Varick Street en el vecindario Hudson Square de Manhattan, Ciudad de Nueva York. Costó 450 millones de dólares, tiene 46 pisos y cuenta con 391 unidades Se anunció en 2006, se completó en 2008 y se renombró en 2017.
El área está dividida en zonas para la fabricación, lo que impide que se construyan residencias permanentes allí. El diseño del condo-hotel fue aprobado después de negociaciones con el alcalde de la ciudad de Nueva York, Michael Bloomberg. Como condominio hotelero, 391 unidades de vivienda dentro del edificio serán de propiedad privada, pero ninguna unidad podrá "ser ocupada por la misma persona por más de 29 días en cualquier período de 36 días, o por más de 120 días al año". Cuando no está ocupada por el propietario, una unidad vacía se puede alquilar como suite de hotel. Los arquitectos que diseñaron el edificio fueron Handel Architects, con sede en Nueva York. El diseñador de interiores es David Rockwell de Rockwell Group.
El proyecto fue una colaboración entre la Organización Trump de Donald Trump, el Grupo Bayrock y Tamir Sapir. Trump no ha invertido su propio capital en el proyecto. Antes de que se eliminara el nombre de Trump, el Trump SoHo era el proyecto de construcción más reciente construido por Trump con su nombre, en agosto de 2016.
El hotel forma parte de la colección Legend de Preferred Hotels & Resorts.

## Comodidades
Los desarrolladores declararon que los 4 ha el condo-hotel fue diseñado para contribuir tanto al vecindario como al horizonte. Por otro lado, muchos se quejan de que "sobresale como un pulgar adolorido" y es completamente inapropiado para el área. Junto con las habitaciones privadas, hay áreas públicas, incluido el restaurante Spring & Varick y Mr. Jones, el salón de cócteles del hotel. También hay un centro de negocios con salas de conferencias y reuniones.
El hotel cuenta con una cubierta de piscina al aire libre abierta en temporada con una cancha de bochas. Ubicado en el mismo nivel de 1022 m² se encuentran el spa en Dominick, gimnasio y el bar de temporada Bar d'Eau.
Las paredes externas de cada habitación están hechas completamente de espejos de doble cara, brindando a sus inquilinos una vista panorámica. Las habitaciones son el único hotel de la ciudad de Nueva York amueblado por Fendi Casa. El piso 46 alberga "SoHi", un espacio para eventos que ofrece vistas del horizonte de Nueva York.

## Historia
Los planes para el edificio se dieron a conocer en el programa de Donald Trump, The Apprentice, y elegidos por el ganador de la temporada 5, Sean Yazbeck, sobre el proyecto Trump International Hotel and Tower en Honolulu el 5 de junio de 2006. En noviembre de 2017 se eliminó el nombre de Trump.
Los socios del proyecto incluyeron a los empresarios nacidos en la Unión Soviética Felix Sater y Tevfik Arif, que dirigían la firma de desarrollo inmobiliario Bayrock Group. El acuerdo de Trump con Sater y Arif le dio a Trump el 18 por ciento del capital del proyecto a cambio de licenciar el nombre de Trump.

### Construcción y dificultades
El trabajo de excavación y cimentación para el nuevo edificio comenzó en noviembre de 2006, aunque la aprobación total de la ciudad para el proyecto no se concedió hasta mayo de 2007. El plan enfrentó una fuerte oposición de la Sociedad para la Preservación Histórica de Greenwich Village. El grupo de preservación sintió que el edificio era demasiado grande y no estaba de acuerdo con el carácter de la comunidad. Impulsaron la rezonificación de Far West Village y Hudson Square que evitaría proyectos fuera de escala como este.

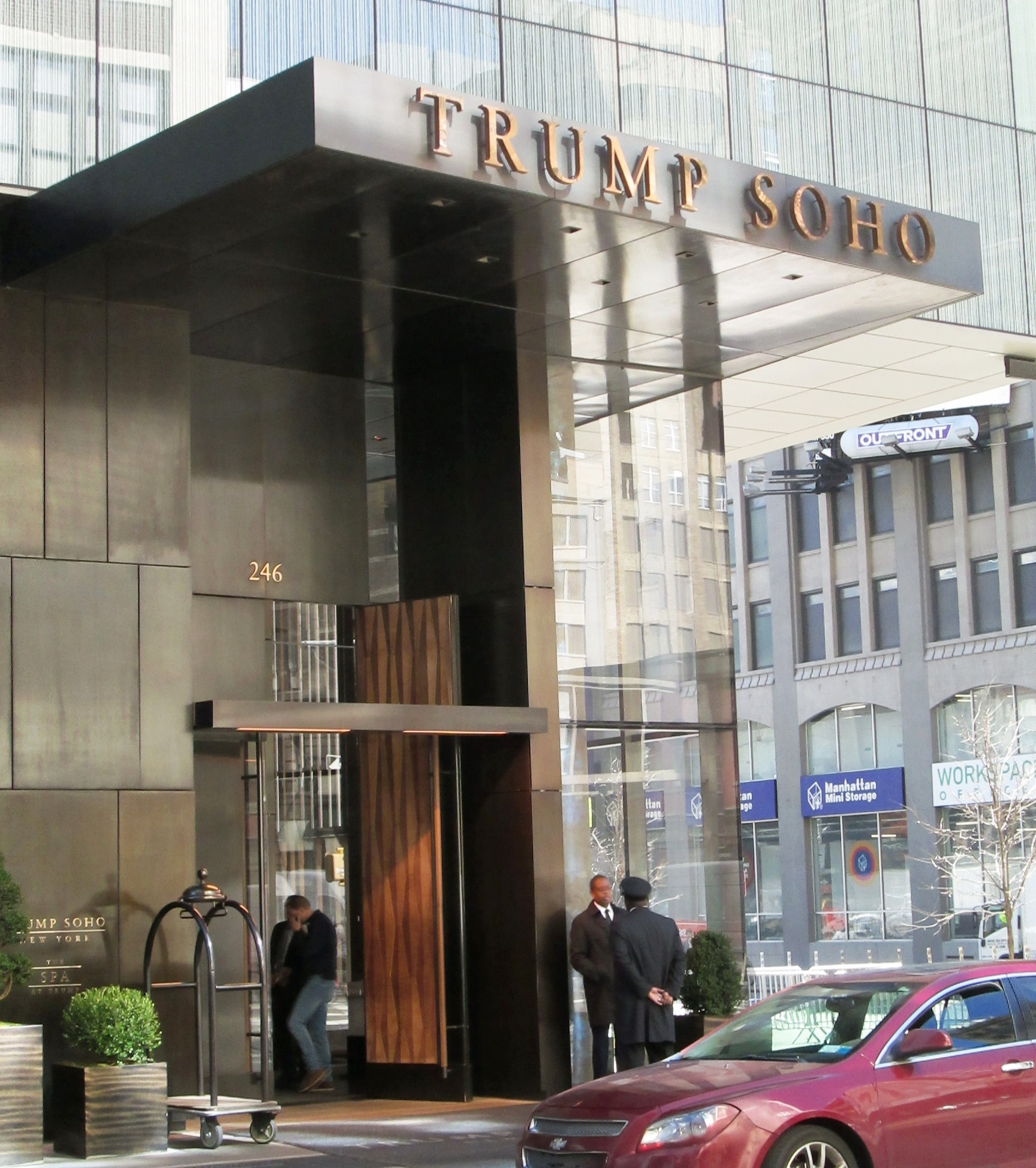
La entrada del edificio en Spring Street

La construcción se detuvo temporalmente en diciembre de 2006 después de que los trabajadores descubrieran huesos humanos. Los arqueólogos determinaron que los restos eran de bóvedas funerarias del siglo XIX construidas debajo de la antigua iglesia presbiteriana de Spring Street, que permaneció en el sitio hasta 1966.
El 14 de enero de 2008, el encofrado se derrumbó durante un vertido de hormigón, lo que provocó la muerte de un trabajador. Yuriy Vanchytskyy, un inmigrante de Ucrania empleado por DiFama Concrete, cayó desde el piso 42 y fue decapitado; otros tres trabajadores resultaron heridos. El Departamento de Edificios detuvo el trabajo en el proyecto y el contratista, Bovis Lend Lease, recibió cuatro infracciones. Posteriormente, los investigadores determinaron que el encofrado de madera no cumplía con los estándares de la industria. La orden de suspensión de trabajos, que solo se aplicaba a los pisos superiores del edificio, se levantó más tarde el 22 de agosto.
El financiamiento del edificio estaba en problemas: Bank of America se deshizo del préstamo mezzanine por mucho menos de su valor nominal de 75 millones de dólares y los prestamistas que tienen 350 millones de dólares en préstamos tuvieron que reestructurar la deuda con el desarrollador.

### Demanda por fraude
El 2 de noviembre de 2011, Adam Leitman Bailey, representó a un grupo de compradores que tenían un contrato con aproximadamente 30 apartamentos en Trump Soho, incluido el futbolista francés Olivier Dacourt, demandando al condominio por fraude. Los demandantes afirmaron que fueron engañados para comprar los condominios por las cifras de ventas "engañosas" de los desarrolladores y que la cantidad de apartamentos vendidos en Trump Soho había sido "falsamente tergiversada". Mientras continuaba la demanda, The Wall Street Journal informó que los propietarios de Trump SoHo estaban ofreciendo a los compradores reembolsos parciales de sus depósitos si aceptaban no participar en la demanda.
En 2015, el caso se resolvió y los propietarios obtuvieron el 90 por ciento de sus pagos iniciales, así como los honorarios de sus abogados. The New York Post describió la recuperación del 90 % de los demandantes como "asombrosa". Además, los demandantes acordaron no cooperar con los fiscales que estaban investigando a los miembros de la familia Trump, a menos que fueran citados. Además, el abogado del comprador, Adam Leitman Bailey, que había estado ayudando a los fiscales, acordó como parte del acuerdo "escribir una carta al [fiscal de distrito de Manhattan, Cyrus Vance Jr. ] que decía: 'Reconocemos que los demandados no han violado las leyes penales del Estado de Nueva York o de los Estados Unidos'".
En 2017, la demanda de Trump SoHo se describió como "un caso decisivo en el mundo de los litigios de condominios.... Los abogados de [C]ondo dijeron que los desarrolladores ahora son mucho más reacios a revelar información de ventas a los abogados de los compradores, por temor a las repercusiones legales si resultan estar equivocados".

### Historia reciente
Debido a la campaña de Trump en las elecciones presidenciales de 2016, las propiedades de la marca Trump en la ciudad de Nueva York experimentaron una disminución en el negocio. En mayo de 2017, la WNYC informó que el negocio en el Trump SoHo se había reducido y que el hotel tenía planes de despedir a parte del personal. El informe especuló que el nombre de Trump puede ser la causa de la recesión. Otras propiedades de Trump, como Trump National Golf Club en Los Ángeles y Trump Ferry Point en el Bronx, habían mostrado una marcada disminución en el negocio. En noviembre de 2017, la Organización Trump informó que ya no estaría afiliada a Trump SoHo para fin de año. El edificio pasó a llamarse The Dominick el 21 de diciembre de 2017.

## Recepción de la crítica
La Guía AIA de la ciudad de Nueva York, quinta edición, llama al edificio una "caja de vidrio banal".